# One Night of Sin
One Night of Sin è un album di Joe Cocker. Il CD, registrato nel 1989, è stato distribuito nello stesso anno, edito da Capitol Records.

## Tracce
1. When the Night Comes (Bryan Adams, Jim Vallance, Diane Warren) – 5:20
2. I Will Live for You (Stephen Allen Davis) – 4:11
3. I've Got to Use My Imagination (Gerry Goffin, Barry Goldberg) – 4:24
4. Letting Go (Charlie Midnight, Jimmy Scott) – 4:11
5. Just to Keep from Drowning (Marshall Chapman, Davis) – 4:39
6. Unforgiven (Tim Hardin, Ken Lauber) – 3:28 – CD bonus track
7. Another Mind Gone (Joe Cocker, Jeff Levine, Chris Stainton) – 4:44
8. Fever (Eddie Cooley, Otis Blackwell, John Davenport) – 3:37
9. You Know We're Gonna Hurt (Rick Boston, Nick Gilder) – 3:59
10. Bad Bad Sign (Dan Hartman, Midnight) – 4:09
11. I'm Your Man (Leonard Cohen) – 3:52
12. One Night of Sin (Dave Bartholomew, Pearl King, Anita Steinman) – 3:14

## Classifiche

### Classifiche settimanali
| Classifica (1989) | Posizione massima |
| ----------------- | ----------------- |
| Australia         | 32                |
| Austria           | 1                 |
| Canada            | 60                |
| Germania          | 2                 |
| Italia            | 4                 |
| Norvegia          | 4                 |
| Nuova Zelanda     | 20                |
| Paesi Bassi       | 15                |
| Stati Uniti       | 52                |
| Svezia            | 21                |
| Svizzera          | 1                 |

### Classifiche di fine anno
| Classifica (1989) | Posizione |
| ----------------- | --------- |
| Austria           | 8         |
| Germania          | 19        |
| Italia            | 21        |
| Svizzera          | 7         |
| Classifica (1990) | Posizione |
| Austria           | 26        |